# マルマラ地方

マルマラ地方
トルコ語: Marmara Bölgesi
マルマラ地方の所在地

マルマラ地方（マルマラちほう、トルコ語: Marmara Bölgesi）は、トルコ西北部の地方。67,000km²と、トルコで一番小さい地方でありながら、人口は最大である。大きさはおよそトルコ全体の8.6%程度。
この地域は公式には1941年、アンカラでの地学会議から実存しており、当時の四つの地方から分離して作られた。

## 地理
ユルドゥズ山はマルマラ地方にある。気候はおおよそ地中海性気候に近い。ボスポラス海峡、マルマラ海、ダーダネルス海峡によってアジアとヨーロッパが分かたれている。

## 歴史
この地はヨーロッパ・アジア間の最大の交通要所であるために、古代から文明の中継地となった。マルマラ海は古代の人々が内海として航海の基礎を学ぶには最適であったと考えられる。
ギリシャ神話のトロイ戦争の戦場になった地でもあり、古くから多くの戦いが行われ、また、多くの文明が栄えた。東ローマ帝国、オスマン帝国という大帝国が栄えたのもこの地であり、この地域を掌握した両帝国は地中海の覇権へ向かって行った。現在でも海上交通で非常に栄えている。

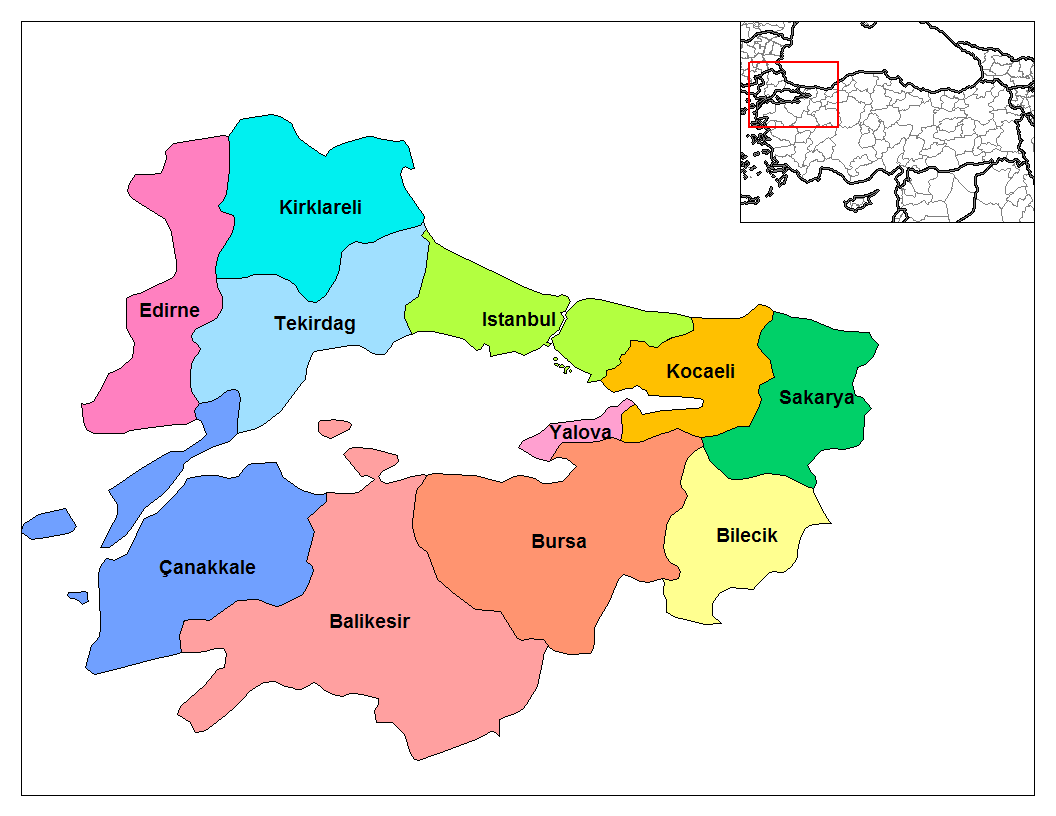
マルマラ地方の県

| 県番号 | 名称             | トルコ名       | 県都           | 人口       | 人口密度 | 面積   |
| ------ | ---------------- | -------------- | -------------- | ---------- | -------- | ------ |
| 10     | バルケスィル県   | Balıkesir ili  | バルケスィル   | 1,118,313  | 89.49    | 12,498 |
| 11     | ビレジク県       | Bilecik ili    | ビレジク       | 198,809    | 46.16    | 4,307  |
| 16     | ブルサ県         | Bursa ili      | ブルサ         | 2,413,971  | 218.60   | 11,043 |
| 17     | チャナッカレ県   | Çanakkale ili  | チャナッカレ   | 476,128    | 48.89    | 9,737  |
| 22     | エディルネ県     | Edirne ili     | エディルネ     | 382,222    | 60.87    | 6,279  |
| 34     | イスタンブール県 | İstanbul ili   | イスタンブール | 12,573,836 | 2419.91  | 5,196  |
| 39     | クルクラーレリ県 | Kırklareli ili | クルクラーレリ | 326,950    | 49.91    | 6,550  |
| 41     | コジャエリ県     | Kocaeli ili    | イズミット     | 1,473,926  | 396.55   | 3,626  |
| 54     | サカリヤ県       | Sakarya ili    | アダパザル     | 756,168    | 154.47   | 4,895  |
| 59     | テキルダー県     | Tekirdağ ili   | テキルダー     | 707,977    | 113.85   | 6,218  |
| 77     | ヤロヴァ県       | Yalova ili     | ヤロヴァ       | 185,266    | 218.73   | 847    |